# Kaikhosru Shapurji Sorabji
Pour les articles homonymes, voir Sorabji.
Kaikhosru Shapurji Sorabji, né Leon Dudley Sorabji, est un compositeur, critique musical et pianiste classique britannique, né le 14 août 1892 à Chingford (alors dans l'Essex et aujourd'hui dans le borough londonien de Waltham Forest) – mort le 15 octobre 1988 à Winfrith Newburgh dans le Dorset.

## Biographie
Sorabji est né d'un père parsi et d'une mère britannique. Son père était originaire de Bombay. Sorabji changea son état civil (comme cela est autorisé dans de nombreux pays anglo-saxons) pour revendiquer son adhésion à son héritage culturel parsi.
Sa musique est influencée par Scriabine, Alkan, Reger, Szymanowski, Delius et surtout Busoni, auquel il a dédié sa 2e Sonate pour piano.
Peu de choses sont connues de sa biographie car il fuyait les interviews et vivait reclus, à tel point qu'il a été surnommé le « Howard Hughes de la musique ».

## Œuvres
Sorabji est l’un des compositeurs les plus prolifiques de son époque. Plusieurs de ses compositions n’ont jamais été enregistrées. Bon nombre de ses œuvres se distinguent par leur durée hors norme : plusieurs dépassent les 3 heures, dont Opus clavicembalisticum (1929-1930) pour piano, probablement son œuvre la plus connue. À l’inverse, certaines de ses compositions sont très brèves, d’une durée d’une minute environ.
Il a écrit principalement pour le piano et l’orgue. La deuxième de ses trois symphonies pour orgue reste à ce jour l’œuvre la plus longue du répertoire, avec une durée de 9 heures environ.
Sorabji a écrit également de la musique de chambre, qui n’a pas encore été enregistrée à ce jour.

## Discographie
- 100 Transcendental Studies, Nos. 1–25 par Fredrik Ullén (BIS Records)
- 100 Transcendental Studies, Nos. 26–43 par Fredrik Ullén (BIS Records)
- 100 Transcendental Studies, Nos. 44–62 par Fredrik Ullén (BIS Records)
- 100 Transcendental Studies, Nos. 63–71 par Fredrik Ullén (BIS Records)
- Le Jardin Parfumé par Yonty Solomon (Altarus Records)
- Gulistān par Charles Hopkins (Altarus Records)
- Sequentia Cyclica, par Jonathan Powell (PIANO CLASSICS)
- Opus Clavicembalisticum, par Geoffrey Madge (BIS), et par John Ogdon (MIS)
- Passegiata venetiana, Villa Tasca, par Jonathan Powell (MIS)
- Symphonic Nocturne, par Lukas Huismans (PIANO CLASSICS)
- Concerto per suonare da me solo, par Jonathan Powell (MIS)
- Toccata no 1, par Jonathan Powell (MIS)
- Fantasia Ispanica, par Jonathan Powell (MIS)
- Piano sonate no 2, par Marc-André Hamelin (MIS)
- Piano sonate no 4, par Jonathan Powell (MIS)
- Complete songs for soprano, par Elizabeth Farnum (MIS)
- Le jardin parfumé, par Yonty Solomon (ALTARUS)
- Quarere Relique Materiei Inter Secretiora, par Jonathan Powell (ALTARUS)
- Organ Symphony 1, par Kevin Bowyer (CONTINUUM)
- Symphonia Brevis, par Donna Amato (MIS)